# Isaäc Dignus Fransen van de Putte

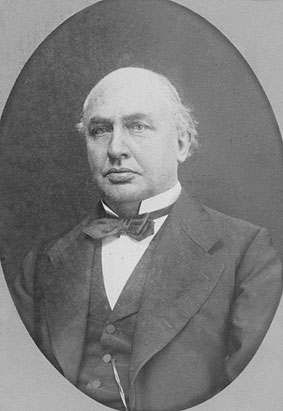
Isaäc Fransen van de Putte

Isaäc Dignus Fransen van de Putte (* 22. März 1822 in Goes; † 3. März 1902 in Den Haag) war ein liberaler niederländischer Staatsmann. 1866 war er Vorsitzender des Ministerrats.

## Leben
Mit 13 Jahren wurde Fransen van der Putte Kadett an der Marineschule in Medemblik, wurde aber nach einiger Zeit der Schule verwiesen. Zwischen 1838 und 1848 war er als Leichtmatrose, später als Steuermann auf Handelsschiffen unterwegs und ging dann nach Niederländisch-Indien, wo er sich ein bedeutendes Vermögen in der Zuckerindustrie erwarb.
Nach seiner Rückkehr 1861 wurde er zuerst Mitglied der Zweiten Kammer der Generalstaaten, dann Kolonialminister im zweiten Kabinett Thorbecke (1862–1866). Nach Auseinandersetzungen mit diesem über die Kolonialpolitik wurde er 1866 selbst Vorsitzender des Ministerrats, doch sein Kabinett wurde von Thorbecke schnell zu Fall gebracht. 1872–1874 übernahm er in der Regierung von Gerrit de Vries den Posten des Marineministers. In seiner Amtszeit brach der Aceh-Krieg aus.
Fransen van de Putte war seit seinem parlamentarischen Auftreten der Vorkämpfer einer freisinnigen Kolonialpolitik, und seiner Energie ist es hauptsächlich zuzuschreiben, dass mit dem vom Grafen van den Bosch eingeführten System gebrochen wurde. 1879 wurde er Mitglied der Ersten Kammer der Generalstaaten. Er starb am 3. März 1902. Sein Grab befindet sich auf dem niederländischen Friedhof Oud Eik en Duinen.
Seine als Minister in der Zweiten Kammer gehaltenen Reden erschienen unter dem Titel „Parlementaire redevoeringen“ (Schiedam 1872–1873, 2 Bände).